# Poggio San Marcello
Poggio San Marcello ('L Poggio in dialetto locale) è un comune italiano di 698 abitanti della provincia di Ancona nelle Marche.

## Geografia fisica
Poggio San Marcello è il più piccolo comune della provincia di Ancona e sorge in una collina sulla riva sinistra del fiume Esino. Dista circa 18 chilometri da Jesi e circa 50 da Ancona. Confina con i comuni di Castelplanio (sud e sud/est), Montecarotto (ovest), Belvedere Ostrense (a nord) e Rosora (a sud/ovest).

## Storia
La scoperta dovuta a padre Agostino Grazzi della tomba di un guerriero piceno e di notevoli reperti (armature, fibule, lame di pugnale, vasellame) testimoniano la presenza in questo territorio di un insediamento umano fin da cinquecento anni prima di Cristo. Esistono, inoltre, le prove del perdurare della vita durante l'impero romano ed anche nei primi tre secoli del cristianesimo, come testimoniano alcune tessere paleocristiane rinvenute casualmente nel 1956 durante i lavori per la ristrutturazione della rete fognaria all'interno della cinta muraria del castello.
Nel secolo XIII vi era un insediamento di monaci, dapprima su di un'altura a poche decine di metri dall'attuale castello sotto la giurisdizione feudale del Vescovo di Jesi. In questo colle sorgeva una "villa" e la chiesa di San Marcello al Poggio, ancora visibile, di stile romanico-benedettino al cui interno vi era un affresco raffigurante una crocefissione di scuola fabrianese ora restaurata ed esposta nella chiesa parrocchiale. Dello stesso periodo sono la Chiesa di Santa Maria del Monte (a qualche chilometro dal castello) e la Cripta Gotica (ai piedi della casa parrocchiale - esterno delle mura castellane). Nel 1261 il Castello di Poggio San Marcello è citato come una realtà urbana già consolidata e fortificata.
Il Castello di Poggio San Marcello fu assoggettato alla potente città di Jesi dal 1301, come confermato anche da un'antica pergamena del 1530. Intensa fu la vita nel 1600 - 1700 come testimoniano alcune belle costruzioni all'interno delle mure come il Palazzo Comunale progettato da Andrea Vici di Roccacontrada (oggi Arcevia).
Dal 1929 al 1946 il comune di Poggio San Marcello fu annesso al vicino Comune di Castelplanio diventandone frazione. Questa annessione causò grande malcontento fra i cittadini e accesa rivalità con i vicini di Castelplanio, generando una serie di aneddoti tra cui quello della nuova campana, orgoglio dei poggiani, i quali avrebbero voluto farla transitare per le vie di Castelplanio come simbolo di fierezza. Non essendo possibile tecnicamente, venne fatto transitare il solo batacchio a dimostrazione che "se tanto mi da tanto, grande il batacchio, figuriamoci la campana!"

## Monumenti e luoghi d'interesse

### Architetture religiose
- Chiesa di San Nicolò da Bari;
- Santuario della Madonna del Soccorso.

## Società

### Evoluzione demografica
Abitanti censiti

## Amministrazione
| Periodo          | Periodo        | Primo cittadino      | Partito                             | Carica                  | Note |
| ---------------- | -------------- | -------------------- | ----------------------------------- | ----------------------- | ---- |
| 1861             | 1895           | Vincenzo Guglielmi   |                                     | Sindaco                 |      |
| 1895             | 1902           | Nazzareno Bramati    |                                     | Sindaco                 |      |
| 1902             | 1906           | Raimondo Bruciaferri |                                     | Sindaco                 |      |
| 1906             | 1907           | Nazzareno Bramati    |                                     | Sindaco                 |      |
| 1907             | 1914           | Domenico Marcelloni  |                                     | Sindaco                 |      |
| 1914             | 1919           | Luigi Urbani         |                                     | Sindaco                 |      |
| 1919             | 1920           | Domenico Marcelloni  |                                     | Sindaco                 |      |
| 1920             | 1920           |                      |                                     | Commissario prefettizio |      |
| 1920             | 1922           | Adriano Paradisi     |                                     | Sindaco                 |      |
| 1922             | 1923           |                      |                                     | Commissario prefettizio |      |
| 1923             | 1924           | Lodovico Grizi       |                                     | Sindaco                 |      |
| 1924             | 1924           | Giuseppe Ferretti    |                                     | Sindaco                 |      |
| 1924             | 1924           |                      |                                     | Commissario prefettizio |      |
| 1925             | 1926           | Raimondo Bruciaferri |                                     | Sindaco                 |      |
| 1927             | 1946           | PERDITA AUTONOMIA    |                                     | Sindaco                 |      |
| 1947             | 1951           | Elpidio Civerchia    |                                     | Sindaco                 |      |
| 1954             | 1956           | Igino Francescangeli |                                     | Sindaco                 |      |
| 1956             | 1960           | Angelo Mora          |                                     | Sindaco                 |      |
| 1960             | 1964           | Richelmo Veschetti   | PCI-PSI                             | Sindaco                 |      |
| 22 novembre 1964 | 7 giugno 1970  | Richelmo Veschetti   | PCI-PSI                             | Sindaco                 |      |
| 8 giugno 1970    | 15 giugno 1975 | Amalio Venanzi       | PCI-PSI                             | Sindaco                 |      |
| 16 giugno 1975   | 8 giugno 1980  | Livio Raffaeli       | DC-PSDI                             | Sindaco                 |      |
| 9 giugno 1980    | 12 maggio 1985 | Federico Consoli     | PCI-PSI                             | Sindaco                 |      |
| 13 maggio 1985   | 6 maggio 1990  | Livio Raffaeli       | DC-PSDI                             | Sindaco                 |      |
| 7 maggio 1990    | 23 aprile 1995 | Renzo Venanzi        | DC-PSI-PSDI                         | Sindaco                 |      |
| 24 aprile 1995   | 13 giugno 1999 | Fabrizio Chiappa     | lista civica                        | Sindaco                 |      |
| 14 giugno 1999   | 12 giugno 2004 | Renzo Venanzi        | lista civica                        | Sindaco                 |      |
| 13 giugno 2004   | 7 giugno 2009  | Tiziano Consoli      | lista civica                        | Sindaco                 |      |
| 8 giugno 2009    | 26 maggio 2019 | Tiziano Consoli      | lista civica                        | Sindaco                 |      |
| 27 maggio 2019   | 9 giugno 2024  | Giuseppina Spugni    | lista civica                        | Sindaco                 |      |
| 10 giugno 2024   | in carica      | Fabrizio Chiappa     | lista civica: Vivere Poggio Insieme | Sindaco                 |      |

### Gemellaggi
- Trequanda
- Medjugorje
- Čitluk

## Sport
La squadra di calcio locale è la Polisportiva Poggio San Marcello, che nel 2021/2022 gareggia nel campionato di Terza Categoria.